# Ricky Hatton
Richard John Hatton (Stockport, Gran Mánchester, 6 de octubre de 1978) habitualmente conocido como Ricky Hatton, es un ex boxeador británico profesional. Ricky fue cinco veces campeón en la categoría de peso wélter superligero de la IBF y la IBO. Es poseedor de la Orden del Imperio Británico.
Hatton ha sido campeón en peso wélter de la Asociación Mundial de Boxeo (WBA), pero renunció al título el 31 de agosto de 2006. Hatton fue también campeón en peso superligero de la WBU y la WBA y campeón en peso superligero intercontinental de la WBC, WBA y WBO, así como campeón de peso superligero junior de la Ring Magazine.

## Biografía

### Primeros pasos
Sus primeros pasos como profesional fueron todo un éxito, ya que Hatton derrotó a todos sus contricantes. Tras 10 peleas invicto, luchó contra Tommy Peacock, por el título vacante de la BBBofC de peso wélter. Hatton ganó por un KO técnico por lo que sería su primer título conseguido. Defendió el título en numerosas ocasiones, con victorias todas y se convirtió en campeón británico de peso wélter. Después ganaría el título de la WBU, que retuvo hasta dejarlo vacante. Tras estas victorias Hatton se daría a conocer al superar por KO en el asalto 11 al entonces campeón de la IBF Kostya Tszyu y luego defender el campeonato exitosamente ante Carlos Maussa.

### Éxitos y retirada
Su salto al gran mercado en Estados Unidos no llegaría hasta 2006 cuando subió de peso para desafiar a Luis Collazo por el cinturón de la WBA del peso wélter. Ganó a los puntos en una decisión unánime donde los jueces dieron sus 3 tarjetas a favor del británico. Bajaría de nuevo de peso hasta las 65 kg para ganar a los puntos al campeón, el colombiano Juan Urango, reconquistando el título de la IBF y ganando el de la IBO. Meses después de ganar el título, noquearía con un gancho al hígado en el cuarto asalto al respetado excampeón ligero del mundo José Luis Castillo. Su momento culmen sería a finales de ese mismo año, 2007, cuando desafiaría en el MGM Grand Arena de Las Vegas al mejor libra por libra el estadounidense Floyd Mayweather, Jr., en este combate tras un primer tramo de combate igualado Mayweather rápidamente cogería el control de la pelea y acabaría noqueando a Hatton en el 10º asalto, lo que sería la primera derrota profesional del inglés.
Hatton empezó en el 2008 con una victoria en Inglaterra ante Juan Lazcano en un combate en el cual no lució muy bien, aunque bien es cierto que nunca brilló por su exquisita técnica ni velocidad. Luego llegaría a finales de año una buena victoria ante el italoestadounidense Paul Malignaggi en la 11.ª ronda. Luego al año siguiente después de unas duras negociaciones entre el equipo de Manny Pacquiao y de Hatton, llegaron a un acuerdo para enfrentarse el 2 de mayo en el MGM Grand Arena de Las Vegas. Aquí Hatton sufrió una auténtica paliza con dos caídas en el primer asalto y luego con un definitivo KO en el segundo asalto con un gancho a la mandíbula después de una finta con la mano derecha del filipino Pacquiao que lo dejaría inconsciente por unos instantes. Inmediatamente Hatton anunció su retirada de los cuadriláteros a la temprana edad de 30 años.

### Regreso y segunda retirada
Hatton anunció su regreso en una conferencia de prensa el viernes 15 de septiembre del 2012, donde hizo expresar su deseo de volver a triunfar, asegurando que una vez más que sentía el hambre por pelear y entrenar. Su vuelta al ring se celebró en Mánchester el 24 de noviembre, peleando contra Viacheslav Senchenko. En la pelea pactada a 10 rondas, Hatton perdió por un KO, después de un gancho de izquierdas del ucraniano en el noveno asalto, lo que le hizo caer a la lona. Después de la pelea afirmó que por mucho que entrenara no lo iba a hacer mejor de lo que hizo esa noche, por lo que volvió a retirarse, esta vez a los 34 años de edad.

### Estilo
El estilo de Hatton era de presión, amarres constantes y la pelea cuerpo a cuerpo, en sus peleas en Inglaterra usualmente tenía concesiones en formas de trucos golpes bajos etc por parte de los árbitros. Su técnica era bastante limitada no utilizaba el jab y siempre buscaba el choque. También es conocido por el amplio respaldo que tuvo a lo largo de su carrera por parte de aficionados ingleses que lo seguían en cada combate, siempre fue conocido por su gusto por la comida basura, las cervezas, y su tendencia a engordar de peso era alarmante, de ahí su apodo de Ricky Fatton.

## Récord profesional
| Res.     | Récord | Rival                   | Tipo | Ronda, tiempo | Fecha      | Localidad                                          | Notas |
| -------- | ------ | ----------------------- | ---- | ------------- | ---------- | -------------------------------------------------- | --- |
| Derrota  | 45–3   | Vyacheslav Senchenko    | KO   | 9 (10), 2:52  | 24-11-2012 | Manchester Arena, Mánchester, Inglaterra           | |
| Derrota  | 45–2   | Manny Pacquiao          | KO   | 2 (12), 2:59  | 02-05-2009 | MGM Grand Garden Arena, Paradise, Nevada, US       | Pierde los títulos IBO, The Ring, y lineales del peso wélter ligero                                                                               |
| Victoria | 45–1   | Paulie Malignaggi       | TKO  | 11 (12), 0:48 | 22-11-2008 | MGM Grand Garden Arena, Paradise, Nevada, US       | Retiene los títulos IBO, The Ring, y lineales del peso wélter ligero                                                                              |
| Victoria | 44–1   | Juan Lazcano            | UD   | 12            | 24-05-2008 | City Stadium, Mánchester, Inglaterra               | Retiene los títulos IBO, The Ring, y lineales del peso wélter ligero                                                                              |
| Derrota  | 43–1   | Floyd Mayweather Jr.    | TKO  | 10 (12), 1:35 | 08-12-2007 | MGM Grand Garden Arena, Paradise, Nevada, US       | Por los títulos WBC, The Ring, y lineales del peso wélter                                                                                         |
| Victoria | 43–0   | José Luis Castillo      | KO   | 4 (12), 2:16  | 23-06-2007 | Thomas & Mack Center, Paradise, Nevada, US         | Retiene los títulos de la IBO, The Ring, y lineales del peso wélter ligero; Gana el título vacante de la WBC International del peso wélter ligero |
| Victoria | 42–0   | Juan Urango             | UD   | 12            | 20-01-2007 | Paris, Paradise, Nevada, US                        | Retiene los títulos The Ring y lineales del peso wélter ligero; Gana el título de la IBF y el vacante IBO del peso wélter ligero                  |
| Victoria | 41–0   | Luis Collazo            | UD   | 12            | 13-05-2006 | TD Garden, Boston, Massachusetts, US               | Gana el título de la WBA del peso wélter |
| Victoria | 40–0   | Carlos Maussa           | KO   | 9 (12), 1:10  | 26-11-2005 | Hallam FM Arena, Sheffield, Inglaterra             | Retiene los títulos IBF, The Ring, y lineales del peso wélter ligeor; Gana el título WBA (Super) del peso wélter ligero.                          |
| Victoria | 39–0   | Kostya Tszyu            | RTD  | 11 (12), 3:00 | 04-06-2005 | MEN Arena, Mánchester, Inglaterra                  | Gana los títulos de la IBF, The Ring, y lineales del peso wélter ligero                                                                           |
| Victoria | 38–0   | Ray Oliveira            | KO   | 10 (12), 1:38 | 11-12-2004 | ExCeL, Londres, Inglaterra                         | Retiene el título de la WBU del peso wélter ligero                                                                                                |
| Victoria | 37–0   | Michael Stewart         | TKO  | 5 (12), 2:57  | 01-10-2004 | MEN Arena, Mánchester, Inglaterra                  | Retiene el título de la WBU del peso wélter ligero                                                                                                |
| Victoria | 36–0   | Carlos Wilfredo Vilches | UD   | 12            | 12-06-2004 | MEN Arena, Mánchester, Inglaterra                  | Retiene el título de la WBU del peso wélter ligero                                                                                                |
| Victoria | 35–0   | Dennis Holbæk Pedersen  | TKO  | 6 (12), 2:32  | 03-04-2004 | MEN Arena, Mánchester, Inglaterra                  | Retiene el título de la WBU del peso wélter ligero                                                                                                |
| Victoria | 34–0   | Ben Tackie              | UD   | 12            | 13-12-2003 | MEN Arena, Mánchester, Inglaterra                  | Retiene el título de la WBU del peso wélter ligero                                                                                                |
| Victoria | 33–0   | Aldo Nazareno Rios      | RTD  | 9 (12), 3:00  | 27-09-2003 | MEN Arena, Mánchester, Inglaterra                  | Retiene el título de la WBU del peso wélter ligero                                                                                                |
| Victoria | 32–0   | Vince Phillips          | UD   | 12            | 05-04-2003 | MEN Arena, Mánchester, Inglaterra                  | Retiene el título de la WBU del peso wélter ligero                                                                                                |
| Victoria | 31–0   | Joe Hutchinson          | KO   | 4 (12), 1:16  | 14-12-2002 | Telewest Arena, Newcastle, Inglaterra              | Retiene el título de la WBU del peso wélter ligero                                                                                                |
| Victoria | 30–0   | Stephen Smith           | DQ   | 2 (12), 0:28  | 28-09-2002 | MEN Arena, Mánchester, Inglaterra                  | Retiene el título de la WBU del peso wélter ligero; Smith disqualified after his cornermen entered the ring                                       |
| Victoria | 29–0   | Eamonn Magee            | UD   | 12            | 01-06-2002 | MEN Arena, Mánchester, Inglaterra                  | Retiene el título de la WBU del peso wélter ligero                                                                                                |
| Victoria | 28–0   | Mikhail Krivolapov      | TKO  | 9 (12), 2:31  | 09-02-2002 | MEN Arena, Mánchester, Inglaterra                  | Retiene el título de la WBU del peso wélter ligero                                                                                                |
| Victoria | 27–0   | Justin Rowsell          | TKO  | 2 (12), 0:36  | 15-12-2001 | Wembley Conference Centre, Londres, Inglaterra     | Retiene el título de la WBU del peso wélter ligero                                                                                                |
| Victoria | 26–0   | Freddie Pendleton       | KO   | 2 (12), 2:40  | 27-10-2001 | MEN Arena, Mánchester, Inglaterra                  | Retiene el título de la WBU del peso wélter ligero                                                                                                |
| Victoria | 25–0   | John Bailey             | TKO  | 5 (12), 0:36  | 15-09-2001 | MEN Arena, Mánchester, Inglaterra                  | Retiene el título de la WBU del peso wélter ligero                                                                                                |
| Victoria | 24–0   | Jason Rowland           | KO   | 4 (12), 2:08  | 07-07-2001 | Manchester Velodrome, Mánchester, Inglaterra       | Retiene el título de la WBU del peso wélter ligero                                                                                                |
| Victoria | 23–0   | Tony Pep                | TKO  | 4 (12), 2:30  | 26-03-2001 | Wembley Conference Centre, Londres, Inglaterra     | Gana el título vacante de la WBU del peso wélter ligero                                                                                           |
| Victoria | 22–0   | Jon Thaxton             | PTS  | 12            | 21-10-2000 | Wembley Conference Centre, Londres, Inglaterra     | Gana el título Británico del peso wélter ligero                                                                                                   |
| Victoria | 21–0   | Giuseppe Lauri          | TKO  | 5 (12), 1:57  | 23-09-2000 | York Hall, Londres, Inglaterra                     | Retiene el título WBO Intercontinental del peso wélter ligero; Gana el título WBA Intercontinental del peso wélter ligero                         |
| Victoria | 20–0   | Gilbert Quiros          | KO   | 2 (12), 1:48  | 10-06-2000 | Fox Theatre, Detroit, Míchigan, US                 | Retiene el título WBO Intercontinental del peso wélter ligero                                                                                     |
| Victoria | 19–0   | Ambioris Figuero        | TKO  | 4 (12), 0:49  | 16-05-2000 | Spectrum Arena, Warrington, Inglaterra             | Retiene el título WBO Intercontinental del peso wélter ligero                                                                                     |
| Victoria | 18–0   | Pedro Alonso Teran      | TKO  | 4 (12), 2:55  | 25-03-2000 | Liverpool Olympia, Liverpool, Inglaterra           | Retiene el título WBO Intercontinental del peso wélter ligero                                                                                     |
| Victoria | 17–0   | Leoncio Garces          | TKO  | 3 (8), 1:37   | 29-01-2000 | MEN Arena, Mánchester, Inglaterra                  | |
| Victoria | 16–0   | Mark Winters            | TKO  | 4 (12), 0:51  | 11-12-1999 | Everton Park Sports Centre, Liverpool, Inglaterra  | Retiene el título WBO Intercontinental del peso wélter ligero                                                                                     |
| Victoria | 15–0   | Bernard Paul            | RTD  | 4 (12), 3:00  | 09-10-1999 | Bowlers Exhibition Centre, Mánchester, Inglaterra  | Retiene el título WBO Intercontinental del peso wélter ligero                                                                                     |
| Victoria | 14–0   | Mark Ramsey             | PTS  | 6             | 17-07-1999 | The Dome Leisure Centre, Doncaster, Inglaterra     | |
| Victoria | 13–0   | Dillon Carew            | TKO  | 5 (12), 2:00  | 29-05-1999 | North Bridge Leisure Centre, Halifax, Inglaterra   | Gana el título vacante WBO Intercontinental del peso wélter ligero                                                                                |
| Victoria | 12–0   | Brian Coleman           | KO   | 2 (10), 1:18  | 03-04-1999 | Royal Albert Hall, Londres, Inglaterra             | |
| Victoria | 11–0   | Tommy Peacock           | TKO  | 2 (10), 2:21  | 27-02-1999 | Sports Centre, Oldham, Inglaterra                  | Gana el título British Central Area del peso wélter ligero                                                                                        |
| Victoria | 10–0   | Paul Denton             | TKO  | 6 (8), 0:19   | 19-12-1998 | Everton Park Sports Centre, Liverpool, Inglaterra  | |
| Victoria | 9–0    | Kevin Carter            | TKO  | 1 (6)         | 31-10-1998 | Bally's Park Place, Atlantic City, New Jersey, US  | |
| Victoria | 8–0    | Pascal Montulet         | KO   | 2 (6)         | 19-09-1998 | Arena Oberhausen, Oberhausen, Alemania             | |
| Victoria | 7–0    | Anthony Campbell        | PTS  | 6             | 18-07-1998 | Ponds Forge, Sheffield, Inglaterra                 | |
| Victoria | 6–0    | Mark Ramsey             | PTS  | 6             | 30-05-1998 | Whitchurch Leisure Centre, Bristol, Inglaterra     | |
| Victoria | 5–0    | Karl Taylor             | TKO  | 1 (6), 1:45   | 18-04-1998 | MEN Arena, Mánchester, Inglaterra                  | |
| Victoria | 4–0    | Paul Salmon             | TKO  | 1 (4), 1:47   | 27-03-1998 | Ice Rink, Telford, Inglaterra                      | |
| Victoria | 3–0    | David Thompson          | TKO  | 1 (4), 1:25   | 17-01-1998 | Whitchurch Leisure Centre, Bristol, Inglaterra     | |
| Victoria | 2–0    | Robbie Álvarez          | UD   | 4             | 19-12-1997 | Madison Square Garden, New York City, New York, US | |
| Victoria | 1–0    | Colin McAuley           | RTD  | 1 (4), 3:00   | 11-09-1997 | Kingsway Leisure Centre, Widnes, Inglaterra        | Debut profesional |